# Kate Tsui
Kate Tsui, née le 19 juin 1979 à Hong Kong, est une actrice et chanteuse hongkongaise. Elle mesure 1,65 m et a été Miss Hong Kong en 2004.

## Biographie
Kate Tsui est diplômée de l'université de Californie à Davis, en japonais.

## Filmographie
- 2007 : Filatures de Yau Nai-hoi
- 2008 : Sparrow de Johnnie To
- 2009 : Lady Cop & Papa Crook d'Alan Mak et Felix Chong
- 2009 : I Corrupt All Cops de Wong Jing
- 2010 : La Quatorzième Lame de Daniel Lee Yan-kong
- 2010 : 72 Tenants of Prosperity d'Eric Tsang et Patrick Kong
- 2010 : Perfect Wedding (en) de Barbara Wong Chun-Chun (en)
- 2011 : I Love Hong Kong d'Eric Tsang et Chung Shu-kai
- 2013 : I Love Hong Kong 2013 de Chung Shu-kai